# Roman Týce
Roman Týce (Roudnice nad Labem, 7 maggio 1977) è un ex calciatore ceco, centrocampista.

## Carriera
Ha totalizzato 25 presenze e un gol con la Nazionale ceca, con la quale ha partecipato al campionato d'Europa 2004.

## Palmarès

### Club

#### Competizioni nazionali
- Coppa della Repubblica Ceca: 1

Sparta Praga: 1995-1996